# Secret de Pouilly-le-Fort
Certains auteurs reprochent à Louis Pasteur d'avoir induit le public scientifique en erreur quant à la façon exacte dont se déroulèrent les expériences de Pouilly-le-Fort sur la vaccination contre le charbon. On parle à ce sujet du « Secret de Pouilly-le-Fort ».

## Les faits
Aux séances du 28 février et du 21 mars 1881 de l’Académie des sciences, Pasteur déclare avoir obtenu un vaccin très efficace contre le charbon en atténuant la virulence de la bactérie à l'aide d'oxygène. Ayant eu connaissance de ces résultats, la section de Melun de la Société des agriculteurs de France propose à Pasteur une expérience publique de vaccination sur une cinquantaine de moutons, à Pouilly-le-Fort, près de Melun. Cette expérience sera un succès complet.
Le bactériologiste Adrien Loir, neveu et ancien assistant-préparateur de Pasteur a raconté, dans des souvenirs publiés en 1937-1938, qu'en fait, au moment où Pasteur signa le protocole de l'expérience, le procédé d'atténuation par l'oxygène laissait encore à désirer et que, finalement, Pasteur utilisa une méthode au bichromate de potassium mise au point par ses collaborateurs Charles Chamberland et Émile Roux mais leur dit qu'il n'était pas question de publier cette méthode avant d'avoir obtenu l'atténuation par l'oxygène. Les notes de laboratoire de Pasteur confirment formellement que c'est le bichromate de potassium qui fut utilisé à Pouilly-le-Fort.
Sur le site de l'Institut Pasteur, dans la biographie de Chamberland, on lit également que le vaccin utilisé à Pouilly-le-Fort fut celui qui avait été atténué par du bichromate de potassium : Chamberland « prend part aux expériences de vérification du vaccin anticharbonneux de Toussaint, professeur à l'Ecole vétérinaire de Toulouse, et démontre que le vaccin n'est pas efficace. 04/1881 Deux jours avant la signature du protocole expérimental de Pouilly-le-Fort (expérience publique de vaccination anticharbonneuse sur des moutons), Charles Chamberland se livre avec Pasteur à une expérience comparative. Chacun prépare un vaccin anticharbonneux, Pasteur traitant la culture microbienne par l'oxygène de l'air, Chamberland par un antiseptique, le bichromate de potassium. Le second vaccin s'avère être le plus efficace ; Pasteur l'utilisera lors des expériences, couronnées de succès, de Pouilly-le-Fort. »
Il est donc maintenant incontesté que le vaccin utilisé à Pouilly-le-Fort contre le charbon fut bien le vaccin atténué à l'aide de bichromate de potassium. Or, dans toutes les publications de Pasteur sur Pouilly-le-Fort, non seulement il n'est pas question du bichromate de potassium, mais Pasteur, sans affirmer formellement qu'on avait utilisé l'oxygène comme moyen d'atténuation, s'exprime de façon à le faire conclure au lecteur.
Des expériences semblables à celle de Pouilly-le-Fort furent réitérées, avec succès, par Louis Thuillier : d'abord en septembre 1881 devant une représentation officielle austro-hongroise, puis de nouveau en 1882 devant des officiels allemands à Berlin (aucune précision quant au mode d'élaboration du vaccin n'est donnée).

## Les interprétations

### L'interprétation de Gerald L. Geison
Après avoir énoncé nettement que « Pasteur trompa délibérément le public et la communauté scientifique sur la nature du vaccin réellement utilisé à Pouilly-le-Fort », G. L. Geison cherche à comprendre ce qui a pu amener Pasteur à enfreindre la norme scientifique de véracité dans les déclarations publiques. Il rappelle que Pasteur, quand il fut invité à faire l'expérience de Pouilly-le-Fort, avait déjà annoncé deux fois publiquement qu'il obtenait un vaccin efficace contre le charbon en atténuant la virulence du microbe par l'oxygène et note que « si Pasteur avait avoué maintenant (c'est-à-dire quand on lui proposa l'expérience de Pouilly-le-Fort) l'incertitude qu'il ressentait en privé quant à l'efficacité de ses vaccins atténués à l'oxygène, il se serait sûrement fait reprocher d'avoir, comme Henry Toussaint, fait ses annonces prématurément, sans preuves suffisantes ». Geison ne se contente toutefois pas de cette explication pour rendre compte de la persistance de Pasteur à dissimuler, après coup, la vraie nature du vaccin utilisé à Pouilly-le-Fort. Suppléant au récit de Loir et aux notes de laboratoire, il conjecture que la conduite de Pasteur provint du désir de ne pas reconnaître qu'en utilisant le bichromate de potassium, il avait imité Toussaint, qui était alors en compétition avec lui dans une sorte de course au vaccin contre le charbon et qui avait essayé d'obtenir l'atténuation à l'aide d'un autre antiseptique, le phénol.
Pour mesurer la portée de la conduite envers Toussaint que cette conjecture prête à Pasteur, Geison note que Pasteur aurait pu dire la vérité sans perdre vraiment le bénéfice de la priorité : tout d'abord, rien n'indique que Toussaint ait utilisé le bichromate de potassium (ni aucun autre antiseptique que le phénol) ; de plus, contrairement au succès complet de Pouilly-le-Fort, les essais de Toussaint, menés avec des méthodes primitives, donnaient des résultats imparfaits. Geison note aussi que Pasteur reconnut une certaine dette envers Toussaint et le recommanda même pour un prix important décerné par l'Académie des Sciences. Finalement, Geison estime que Pasteur fut plutôt mû par la crainte que ses détracteurs n'attribuent injustement le mérite de sa découverte à Toussaint.
David V. Cohn, professeur émérite de biochimie de l’University of Louisville, dit lui aussi que le vaccin contre le charbon utilisé par Pasteur lors de l'expérience de Pouilly-le-Fort est le vaccin atténué par le bichromate de potassium. Il reproduit (en traduction anglaise) le rapport de Pasteur sur l'expérience de Pouilly-le-Fort et note que Pasteur laisse dans l'ombre le rôle du bichromate de potassium. Cohn renvoie à Gerald L. Geison mais fait dire à Geison que le vaccin atténué par le bichromate de potassium était dû à Henry Toussaint, alors que, selon Geison, rien n'indique que Toussaint ait essayé un autre antiseptique que le phénol.

### L'interprétation d'Antonio Cadeddu
Selon Antonio Cadeddu qui se fonde sur les écrits d’Adrien Loir (publiés en 1938), sur le livre d'Émile Lagrange, biographe d’Émile Roux, publié en 1954 ainsi que sur les Cahiers de Pasteur, les hypothèses critiques de Loir, reprises par Émile Lagrange dans son livre sont confirmées. Selon Lagrange, la méthode d’atténuation de la bactérie du charbon basée sur l’utilisation de substances chimiques est entièrement due à Charles Chamberland et à Émile Roux et fut gardée secrète par la volonté de Louis Pasteur jusqu’en 1883, vraisemblablement parce qu’elle était en contradiction avec la méthode d’atténuation (basée exclusivement sur l’effet de la température et de l’oxygène) préconisée par Louis Pasteur, telle qu’il l’avait exposée à l’Académie des Sciences.
Lagrange écrit : « En réalité, il (Émile Roux) n'est pas seulement l'exécutant de Pasteur, il peut se rendre cette justice d'avoir avec, Chamberland, sauvé le prestige de son patron. C'est lui le vrai vainqueur de Pouilly-le-Fort (...) Ce n'est qu'en 1883, dans deux notes successives, que sera dévoilé le procédé d'atténuation découvert par Chamberland et Roux, Pasteur ayant refusé jusque-là qu'il soit publié. Ils l'annoncent comme un fait divers ; c'est la clé de la méthode. Roux est obligé d'y revenir en 1890, pour attirer l'attention sur ce travail considérable qui est passé inaperçu. »
Remarque : Cadeddu écrit, en se référant à des sources secondaires : « la technique de l'adjonction du bichromate de potassium, utilisée par Roux et Chamberland, comme nous le verrons plus loin, fut préconisée par Toussaint, de même que l'emploi de l'acide phénique, pour atténuer la bactéridie ». Geison, lui, écrit que rien n'indique que Toussaint ait testé les effets du bichromate de potassium. À moins d'envisager que Toussaint ait « préconisé » le bichromate de potassium sans l'essayer, Geison et Cadeddu sont en contradiction.